# O homem que virou suco
O Homem que virou suco è un film del 1981 diretto da João Batista de Andrade.

## Produzione
Il film fu prodotto dalla Embrafilme, Raíz Produções Cinematográficas, Secretaria de Cultura do Estado de São Paulo.

## Distribuzione
Distribuito dalla Embrafilme e dalla Dinafilme il film fu distribuito in Brasile il 13 dicembre 1980. Nel luglio 1981, venne presentato in concorso al Festival di Mosca. Partecipò anche in Portogallo al Figueira da Foz Film Festival, dove venne proiettato il 12 settembre 1981. In Ungheria, ribattezzato A kifacsart ember, uscì il 17 febbraio 1983.

## Riconoscimenti
- 1981 - Festival di Mosca
  - Gran Premio